# Freiwilligendienst
Ein Freiwilligendienst (früher auch Arbeitsdienst), in der Schweiz auch Freiwilligenarbeit genannt, ist eine institutionalisierte Form ehrenamtlicher Arbeit, die zeitlich von vorneherein befristet ist und nach vorheriger Vereinbarung über Ausmaß und Art der Tätigkeit stattfindet. Die Freiwilligen setzen sich für das Allgemeinwohl ein, insbesondere im sozialen, ökologischen und kulturellen Bereich sowie im Bereich des Sports, der Integration und des Zivil- und Katastrophenschutzes oder der Völkerverständigung gegen ein gewöhnlich geringes oder auch gar kein Taschengeld. Bei jugendlichen Teilnehmern wird auch deren Bildungsfähigkeit gefördert. Freiwilligendienste zeichnen sich heute durch eine Vielfalt von Trägern unterschiedlicher Wertorientierungen und Inhalte, Methoden und Arbeitsformen aus. Freiwilligendienste gibt es auf nationaler Ebene oder im Ausland, für Fachkräfte oder Laien, in Gruppen als Jugendgemeinschaftsdienst (Workcamps) oder einzeln und in unterschiedlicher Dauer.
Jugendfreiwilligendienste sind Teil der Jugendarbeit und damit der Jugendhilfe. 
Im Gegensatz zum Freiwilligendienst steht die staatlich angeordnete zivile Dienstpflicht.

## Begriff
Freiwilligendienste werden in der Schweiz als Freiwilligenarbeit bezeichnet. Wenn Freiwilligendienste der Gegenwart als „Arbeitsdienst“ bezeichnet werden, so ist diese Begriffswahl insofern als unglücklich zu bewerten, als bei dem Begriff „Arbeitsdienst“ viele an den obligatorisch abzuleistenden „Reichsarbeitsdienst“ denken, der das nationalsozialistische Herrschaftssystem abzustützen half. Bereits in den 1920er und 1930er Jahren hatten Freiwilligendienste außer dem Namen „Arbeitsdienst“ nur wenig mit Konzeptionen des Typs Reichsarbeitsdienstes gemeinsam.

## Abgrenzungen

### Gegenstand
Gegenstand von Freiwilligendiensten ist die Erbringung gemeinnütziger Arbeit. Abzugrenzen sind Freiwilligendienste von Programmen im Bildungsbereich, bei denen keine gemeinnützige Arbeit geleistet wird, wie der Schüleraustausch, Schülerpraktika, Jugendbegegnungen im nicht-formellen Bildungsbereich, dem Auslandsstudium oder dem Austausch von Auszubildenden oder Ausbildern im beruflichen Bildungsbereich. Bei Work & Travel leistet der Reisende ebenfalls keine gemeinnützige Arbeit, sondern verrichtet Gelegenheitsarbeiten zur Finanzierung seiner Auslandsreise. Bei Au-pair-Programmen steht ebenfalls keine gemeinnützige Arbeit, sondern neben dem Erwerb von Sprach- und Kulturkenntnissen, Kinderbetreuung und gegebenenfalls leichte Hausarbeiten im Vordergrund.

### Institutionalisierte Form
Der Freiwilligendienst setzt eine stärkere formelle Festlegung von Zielen und Mitteln voraus. Trägern obliegt die rechtmäßige Durchführung und bei Jugendlichen auch die pädagogische Begleitung der Freiwilligenarbeit. Jeder Träger wählt geeignete Einsatzstellen für die Freiwilligenarbeit aus. Das unterscheidet ihn vom klassischen Ehrenamt und anderen Formen des bürgerschaftlichen Engagements. 

### Gemeinnützigkeit und Beweggründe

#### Teilnehmer
Allen Freiwilligendiensten ist gemeinsam, dass die Teilnehmer in wirtschaftlicher Hinsicht selbstlos handeln und keine eigenen wirtschaftlichen Interessen verfolgen. Teilnehmer erhalten meistens als Aufwandsentschädigung ein Taschengeld oder müssen sogar bei kommerziellen Anbietern Teilnahmegebühren entrichten. Das grenzt einen Freiwilligendienst von Work & Travel oder den Wanderjahren von Handwerksgesellen ab.
Die ideellen Beweggründe sind vielgestaltig. Sie reichen von dem Willen anderen Menschen zu helfen, sich solidarisch zu verhalten, über Neugierde und Abenteuerlust, bis hin zum Interesse an anderen Kulturen, dem Ziel Lebenserfahrung zu gewinnen oder seinen Lebenslauf zu verbessern. Ein Freiwilligendienst kann auch zur Überbrückung von Leerzeiten von der Schule zum Studium oder Berufsausbildung oder vorübergehender Arbeitslosigkeit dienen. Gerade bei Einsätzen von kurzer Dauer ist der Übergang zum Voluntourismus fließend.

#### Träger und öffentliche Förderung
Freiwilligendienste können danach unterschieden werden, ob ihre Träger gemeinnützig sind oder eine Gewinnerzielungsabsicht haben. Die meisten öffentlichen Fördergramme, wie der Bundesfreiwilligendienst, Europäischer Freiwilligendienst oder das Freiwillige Soziale Jahr (FSJ) setzen die Gemeinnützigkeit des Trägers für die Förderfähigkeit voraus. Kommerzielle Anbieter verlangen Teilnahmegebühren.

## Geschichte

### Internationale Freiwilligendienste als Friedensprojekte ab 1920

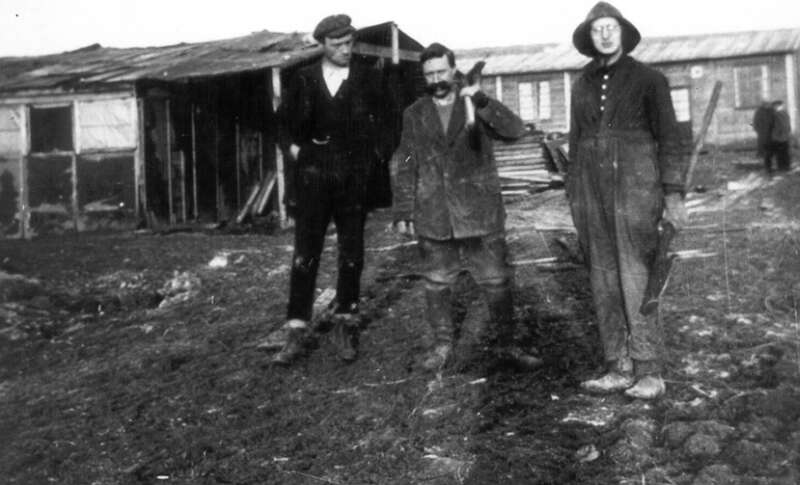
Pierre Cérésole (links) mit zwei internationalen Freiwilligen in Esnes-en-Argonne (1920)

Der erste internationale Freiwilligendienst wurde 1920 vom Schweizer Pazifisten Pierre Cérésole als karitatives Friedensprojekt nach dem Ersten Weltkrieg organisiert. Er versammelte junge Menschen aus verschiedenen europäischen Ländern in Esnes-en-Argonne in Frankreich, um den Wiederaufbau des durch den Krieg zerstörten Dorfes zu unterstützen und dadurch gleichzeitig durch das gemeinsame Arbeiten und Leben den Nährboden für zukünftige Konflikte in Europa zu nehmen, also zur Völkerverständigung beizutragen.
Die Organisationen Service Civil International (SCI), Internationaler Versöhnungsbund und Youth Action for Peace wurden mit diesem Hintergrund gegründet, oft von Quäkern oder Mennoniten. Durch die Zulassung beider Geschlechter zu ihren Diensten sowie durch den Fokus auf zivilgesellschaftliche Prinzipien anstelle von militärischer Disziplin waren sie ungewöhnlich. Die organisierten Projekte für Gruppen internationaler Freiwilliger wurden dabei als Workcamps bezeichnet.
In Deutschland war Eugen Rosenstock-Huessy an der Konzeption solcher Projekte beteiligt. Eines davon war die 1927 gegründete Löwenberger Arbeitsgemeinschaft.

### Arbeitsdienste als Militärersatz ab 1920
Als Folge davon, dass ihnen im Vertrag von Neuilly-sur-Seine 1919 der Militärdienst verboten wurde, dachten einige Staaten wie Österreich, Deutschland, Ungarn und Bulgarien über verpflichtende Arbeitsprogramme für junge Männer nach, die den erzieherischen Wert von Militärdiensten widerspiegeln sollte. Tatsächlich zur Umsetzung hiervon brachte es 1920 der bulgarische Staat unter Aleksandar Stambolijski. Aus sozialpolitischen Motiven heraus führte er einen Zwangsarbeitsdienst ein, zu dem jährlich 30 Prozent der Bevölkerung eingezogen wurden, um gemeinnützige Arbeiten zu verrichten.
Das bulgarische Beispiel war in Deutschland in zahlreichen Kreisen beachtet worden, auch von konservativen und gemäßigt linken Politikern. Als beeindruckend wurde es von den Politikern empfunden, dass in Bulgarien die Arbeitslosen von der Straße waren und notwendige Arbeiten bei niedrigsten Kosten verrichtet wurden; der Arbeitsdienst erschien zudem als eine nationale Schule, in welcher junge Menschen zu loyalen Staatsbürgern erzogen wurden – unter dem Leitmotiv „Za Balgarija trud“ (Arbeit für Bulgarien) – und daneben lernten sie noch Lesen, Schreiben, Körperhygiene etc.
Bündische Jugendgruppen forderten 1924 die Einführung eines Arbeitjahres für Jugendliche. Eine wesentliche Bedeutung für die bündische Arbeitslagerbewegung hatte die Schlesische Jungmannschaft (SJ). Engagiert zeigten sich vor allem die etwa 200 älteren Führer des Wandervogels in der SJ für die Erziehungsarbeit, die durch Arbeitsdienste verwirklicht werden sollte. Seit 1925 begannen Bündische Gruppen nach einer Experimentierphase Arbeitslager einzurichten. Als eifrigster Verfechter einer „allgemeinen gleichen Arbeitsdienstpflicht“ trat allerdings schon seit 1924 Artur Mahraun, Vorsitzender (Hochmeister) des Jungdeutschen Ordens (J.O.) auf. Dieser Verband strebte sogar ein Volksbegehren zur Einführung der Arbeitsdienstpflicht an, was aber wegen Finanzmangels und formaler Gesetzbestimmungen zu dieser Zeit nicht zustande kam.

Neben romantischen bis emanzipatorischen Aspekten (z. B. hinsichtlich der Selbständigkeit von Jugendlichen, ihrer „Selbsterziehung“ durch Arbeit) und einer Klassen übergreifenden Verständigung wurden auch national-romantische Vorstellungen mit dem Arbeitsdienst verbunden: 

„In den Bünden der Jugendbewegung sollte der Prozess der Volkswerdung vorbereitet werden. Hier wollte man „vom Gedanken des Volkstums her Staat und Gesellschaft neu ordnen und so das organische Zusammenwirken aller Teile über alle Klassen, Parteien und Konfessionen hinweg gewährleisten. … Der Bund als Gemeinschaftsform der bündischen Jugend war Mittel und Methode zur Erreichung des Erziehungszieles zugleich. Hier erfolgte die Konditionierung des jungen Menschen für seine politische Aufgabe, indem man in diesen Gemeinschaften “Volksgemeinschaft” vorlebte und den einzelnen dazu erzog, sein Tun bewußt als Dienst daran zu empfinden.“

### Arbeitsbeschaffungsmaßnahmen als Folge der Weltwirtschaftskrise 1929

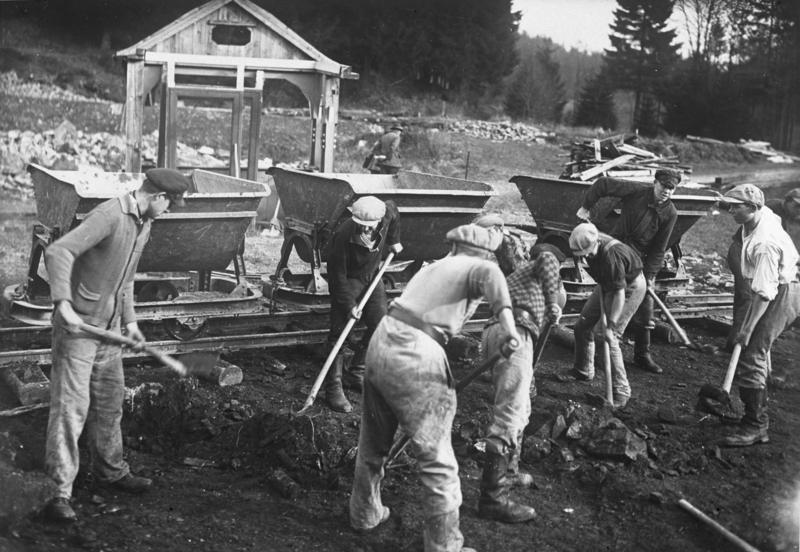
Freiwilliger Arbeitsdienst des Reichsbanners im Dezember 1931 an der Talsperre Lehnmühle im Erzgebirge. Alle Arbeitsfreiwilligen waren Handwerker und erhielten neben freier Beköstigung und Unterkunft 50 Pf. täglich.

Als Reaktion auf die durch die Weltwirtschaftskrise ab 1929 verursachte hohe Arbeitslosigkeit gründeten mehrere Nationalstaaten Programme für Freiwilligendienste, um jungen Arbeitslosen einen Ersatz zu bieten.
In Deutschland wurde mit Inkrafttreten eines Gesetzes unter Reichskanzler Heinrich Brüning am 3. August 1931 der „Freiwillige Arbeitsdienst“ (FAD) gegründet, bei dem Arbeitslose unter 25 Jahren bis zu 20 Wochen vor allem in der Sozial- oder Jugendarbeit beschäftigt werden konnten. Das erste Arbeitsdienst-Projekt wurde vom J.O. in Zusammenarbeit mit der Kommune Bautzen/Sachsen mit der Regulierung des Albrechtsbaches durchgeführt. Bis zum Verbot des J.O. im Juli 1933 organisierte und leitete allein dieser Verein 454 derartige gemeinnützige Projekte. Ab der Machtergreifung der Nationalsozialisten in Deutschland 1933 diente der Freiwillige Arbeitsdienst einem überwiegend propagandistisch und militärisch definiertem Nutzen. 1935 wurde er in einen Zwangsarbeitsdienst umfunktioniert, in Reichsarbeitsdienst umbenannt und war Teil der Aufrüstung der Wehrmacht und der Erziehung im Nationalsozialismus.
In den USA wurde im Frühjahr 1933 das „Civilian Conservation Corps“ (CCC) gegründet, ebenfalls als Arbeitsbeschaffungsmaßnahme für junge Arbeitslose in den Jahren 1933 bis 1942. Das CCC war das umfangreichste Programm im Rahmen des New Deal, mit dem Präsident Franklin D. Roosevelt die Great Depression in der Folge der Weltwirtschaftskrise bekämpfte. Während seines Bestehens leisteten 3.463.766 freiwillige Teilnehmer unter Anleitung von Reserve-Offizieren der US Army Arbeiten an der öffentlichen Infrastruktur.

### Nach dem Zweiten Weltkrieg
Wie bereits nach dem Ersten Weltkrieg war nach 1945 der Bedarf nach Völkerverständigung und Hilfe beim Wiederaufbau hoch. Zahlreiche Organisationen für internationale Freiwilligendienste wurden gegründet. Die UNESCO schuf 1948 mit dem Co-ordinating Committee for International Voluntary Service (CCIVS) einen Dachverband für NGOs, die in diesem Bereich tätig waren.
Durch die Nachklänge des Reichsarbeitsdienstes erhielt der Begriff „Arbeitsdienst“ in Deutschland seine negative Bedeutung. Einige Elemente der ursprünglichen Konzepte überlebten jedoch vielenorts unter anderem Namen, etwa als internationale Freiwilligeneinsätze in den Internationalen Jugendgemeinschaftsdiensten, in der Entwicklungshilfe und/oder dem US-amerikanischen Peace Corps als Konzept einer Hilfe zur Selbsthilfe sowie als regulative Maßnahme in der Gemeinwesenarbeit als Einsatz etwa von Sozialhilfeempfängern. Auch in der DDR wurde in den fünfziger Jahren unter dem Namen Dienst für Deutschland an die positiven Grundgedanken eines Arbeitsdienstes angeknüpft.

## Öffentlich geförderte Freiwilligendienste
Öffentlich geförderte Freiwilligendienste zeichnen sich dadurch aus, dass diese von anerkannten Trägern durchgeführt werden. Das sind in der Regel Verbände der freien Wohlfahrtspflege, Religionsgemeinschaften, öffentliche Gebietskörperschaften oder andere gemeinnützige oder mildtätige Organisationen (freie Träger). Die Teilnehmer setzen sich für das Allgemeinwohl ein (z. B. für soziale, ökologische oder kulturelle Ziele, den Sport, die Integration, den Zivil- oder Katastrophenschutz oder die Völkerverständigung). Bei Jugendlichen wird zudem deren Bildungsfähigkeit gefördert. Sie setzen in der Regel einen Bewerbungsprozess voraus.
Die Freiwilligendienste sind Förderprogramme, die bei öffentlichen oder anerkannten freien Trägern an verschiedenen Einsatzstellen durchgeführt werden. Sie bilden keine eigenen staatlichen und hierarchischen Organisationen, in denen die Freiwilligen verwendet werden.

### Freiwilligendienst auf internationaler Ebene
Das Freiwilligenprogramm der Vereinten Nationen wurde auf der Grundlage der am 7. Dezember 1970 von der Generalversammlung der Vereinten Nationen verabschiedeten Resolution 2659 (XXV) errichtet.

### Freiwilligendienst auf europäischer Ebene
- Europäischer Freiwilligendienst (EFD) für junge Menschen zwischen 17 und 30 Jahren
- Europäisches Solidaritätskorps

### Freiwilligendienste in Deutschland
Es gibt diverse Freiwilligendienste. Vom Bundesministerium für Familie, Senioren, Frauen und Jugend geförderte Freiwilligendienste sind:
Für Frauen und Männer, die sich für das Allgemeinwohl, insbesondere im sozialen, ökologischen und kulturellen Bereich sowie im Bereich des Sports, der Integration und des Zivil- und Katastrophenschutzes einsetzen:
- der Bundesfreiwilligendienst (BFD) mit über 37.000 Freiwilligen (Stand: 2021)[8][9][10]

Für junge Menschen, die das 27. Lebensjahr noch nicht vollendet haben (Jugendfreiwilligendienste):
- das freiwillige ökologische Jahr (FÖJ)
- das freiwillige soziale Jahr (FSJ) mit über 52.000 Freiwilligen (Stand: 2021)[11][12][13]
  - das Freiwilliges Jahr in der Denkmalpflege (FSJ Denkmalpflege)[14]
  - das Freiwillige Soziale Jahr Kultur (FSJ Kultur)[15]
  - das Freiwilliges Soziales Jahr Politik (FSJ Politik)[16]
  - das Freiwilliges Soziales Jahr Schule
  - das FSJ im Sport[17]
- der Internationale Jugendfreiwilligendienst (IJFD).[18][19][20]

Das Freiwillige Soziale Jahr und das Freiwillige Ökologische Jahr können sowohl im Inland als auch im Ausland als auch in kombinierter Form absolviert werden.
Vom Bundesministerium für wirtschaftliche Zusammenarbeit und Entwicklung wird gefördert für junge Menschen, die zwischen 18 und 28 Jahre alt sind:
- weltwärts
- ASA-Programm

Vom Auswärtigen Amt gefördert wird für junge Menschen zwischen 18 und 26 Jahre:
- Kulturweit

Ursprünglich als Alternative zum 2011 ausgesetzten Zivildienst eingeführt, existiert noch:
- der Andere Dienst im Ausland (ADiA)[21][22]

Auf bilateraler Grundlage geförderte Freiwilligendienste bestehen:
- der deutsch-französische Freiwilligendienst
- deutsch-israelische Freiwilligendienst

Die Freiwilligendienste sind Förderprogramme, die bei kommunalen oder anerkannten freien Trägern und Einsatzstellen durchgeführt werden. Sie bilden keine eigene staatliche und hierarchische Organisationen, in denen die Freiwilligen verwendet werden. Große Trägerorganisationen sind z. B. die Organisationen der freien Wohlfahrtspflege oder die kirchlichen Werke Adveniat oder Brot für die Welt. Es gibt aber auch zahllose kleinere Träger.
Daneben gibt es in Deutschland auch den
- Freiwilligen Wehrdienst (FWD)

### Freiwilligendienste in Österreich
Die bekanntesten Dienste, die auch gleichzeitig als Ersatzdienste für den Zivildienst anerkannt sind, lauten:
- das Freiwillige Sozialjahr (FSJ): mit ca. 1.100 Freiwilligen (Stand: 2020)[23][24][25]
- das Freiwillige Umweltjahr (FUJ)[26] Das FUJ bietet in Österreich Jugendlichen ab 17 Jahren die Möglichkeit, sich im Umwelt- und Nachhaltigkeitsbereich zu engagieren.

### Freiwilligendienst in der Schweiz
In der Schweiz werden Einsätze im Rahmen eines Freiwilligendienstes nicht als Ersatzdienst für den Zivildienst anerkannt. Auch sonst gibt es keine staatlich organisierte Einsatzmöglichkeiten. Dafür gibt es verschiedene private bzw. kirchliche Organisationen und Institutionen, die solche Einsatzmöglichkeiten Anbieten bzw. auf den Einsatz von Freiwilligen bauen. Manchmal sind sie bezüglich des Alters oder zeitlich beschränkt, beispielsweise nur während des Sommers etc. Vielfach sind sie auf einen Einsatz im Ausland konzipiert, wie etwa der Freiwilligendienst Weltweitblick. Das Angebot „Klosterzeit“ als weiteres Beispiel vermittelt Männern zwischen 18 und Anfang 30 Einsätze in verschiedenen Benediktinerklöstern weltweit. Einige Angebote gibt es jedoch auch explizit mit Einsatzort in der Schweiz.

### Freiwilligendienste in Italien
2005 wurde in Italien nach der Abschaffung der Wehrpflicht der ehemalige Wehrersatzdienst Servizio civile (Deutsch: Zivildienst) in einen Freiwilligendienst umgewandelt. In der Folge wurde es Frauen und Männern ermöglicht einen einjährigen freiwilligen Zivildienst, genannt Servizio Civile Universale (deutsch: universeller Zivildienst), zu leisten, der auch im Ausland absolviert werden kann. Der universelle Zivildienst steht jungen Männern und Frauen im Alter zwischen 18 und 28 Jahren offen, wobei im Jahr 2009 zwei Drittel der Zivildienstleistenden Frauen waren. Jährlich stehen in der Regel nicht mehr als 50.000 Stellen zur Verfügung. Die freiwilligen Zivildienstleistenden erhalten eine Entlohnung in der Höhe von 444,30 (Stand 2024) für 25 Wochenarbeitsstunden.
Die Tätigkeitsbereiche des universellen Zivildienstes umfassen:
- gesundheitliche und soziale Fürsorge
- Wiedereingliederung in die Gesellschaft sowie Notstandshilfe
- Erziehung und Kulturförderung
- Zivilschutz und Umweltschutz
- Entwicklungszusammenarbeit
- Schutz und Nutzung der Kunst

#### Freiwilligendienste in Südtirol
In Südtirol bietet das „Amt für Außenbeziehungen und Ehrenamt“ der Landesverwaltung einen eigenen freiwilligen Landeszivildienst  mit einer Dauer von 8 oder 12 Monaten an, dessen Aufgaben auf die Bedürfnisse der Autonomen Provinz Bozen angepasst sind. Teilnahmeberechtigt sind alle EU-Bürger sowie Ausländer mit legalem Aufenthaltsstatus in der Provinz im Alter zwischen 18 und 28 Jahren. Gute Deutsch- und Italienischkenntnisse werden vorausgesetzt. Landeszivildiener erhalten eine Spesenrückvergütung in der Höhe von 450,- € (Stand 2024), wenn notwendig Verpflegung und Unterkunft, eine Unfall- und Haftpflichtversicherung sowie Möglichkeit sämtliche öffentliche Verkehrsmittel in Südtirol kostenlos zu benutzen. Die Wochenarbeitszeit beträgt für Landeszivildienstleistende 35 Stunden. 
Neben dem Landeszivildienst gibt es den Freiwilligen Landessozialdienst als Angebot für Erwachsene über 29 Jahren. Pro Jahr (Stand 2021) gibt es 150 Stellen im Landeszivildienst und 100 Stellen im Landessozialdienst.
Die Aufgabenbereiche umfassen:
- gesundheitliche und soziale Fürsorge
- Wiedereingliederung in die Gesellschaft sowie Notstandshilfe
- Bildung, Jugendarbeit und Kulturförderung
- Schutz der Umwelt und des Kulturgutes
- Zivilschutz
- Verbraucherschutz
- Entwicklungspolitische Bewusstseinsbildung in Südtirol
- Freizeitgestaltung und Sporterziehung

### Anerkannte Träger
Anerkannte Träger zeichnen sich durch Vielfalt, unterschiedliche Wertorientierungen und Inhalte, Methoden und Arbeitsformen aus. Die anerkannten Träger halten eine Vielzahl von Einsatzstellen für Interessenten bereit. Interessenten müssen sich bei den anerkannten Trägern bewerben. Beispiele für anerkannte freie Träger sind die Verbände der freien Wohlfahrtspflege, Aktion Sühnezeichen, Service Civil International, International Cultural Youth Exchange, der American Field Service, die Internationalen Jugendgemeinschaftsdienste, Religionsgemeinschaften, aber auch eine enorme Vielzahl anderer Träger.

## Nicht-öffentlich geförderte Freiwilligendienste
Nicht-öffentlich geförderte Träger der Freiwilligenarbeit (Volunteering-Programme) sind häufig nicht gemeinnützig und selbstlos tätig und können ein wirtschaftliches Eigeninteresse (Gewinnerzielungsabsicht z. B. über Teilnahmegebühren) verfolgen. Teilweise dienen die Teilnahmegebühren der Finanzierung von Kosten, z. B. Anreisekosten ins Gastland und Beförderungskosten vor Ort, Verpflegung und Unterkunft der Freiwilligen, Versicherungskosten, Verwaltungskosten sowie für Beratungs- und Betreuungsleistungen. In manchen Fällen fließen Volunteer-Beiträge auch unmittelbar in das Freiwilligenprojekt.
In die Kritik geraten sind solche Programm teilweise wegen intransparenter Gebühren und der Kurzfristigkeit der Einsätze, was zu einer mangelnden Nachhaltigkeit der Freiwilligenarbeit oder bei der Arbeit mit Kinder und Jugendlichen zu einer schnellen Trennung führen kann. Häufig wird auch die Befähigung und Eignung der Freiwilligen nicht ausreichend überprüft, so dass diese keinen sinnvollen Beitrag leisten können.
Die Übergänge zum Voluntourismus sind fließend.